# Falk Richárd
Falk Richárd (Debrecen, 1878. október 28. – Budapest, Józsefváros, 1920. február 27.) magyar újságíró, író.

## Életpályája
Falk Lajos és Gansler Eugénia (1858–1912) fia. A budapesti és kolozsvári egyetemeken gyógyszerészeti tanulmányokat végzett, de amellett hírlapírással is foglalkozott. Hosszabb ideig a Magyar Szó, a Magyar Hírlap, az Egyetértés, majd a Budapest belső munkatársa volt. Sok dalszöveget, operettlibrettót (Pryne) és apróbb színművet írt. 1904. október 8-án Budapesten, a Ferencvárosban házasságot kötött Déry Gizella színésznővel. 1907-ben elváltak, majd három évvel később ismét összeházasodtak.

## Művei
- Énekes tankönyv (öt kötet, Heidelberg-Hetényi Albert zeneszerzővel együtt)
- Öreg nász és egyéb elbeszélések (1901)
- Özvegy kisasszony (regény, 1911)
- Figurák (elbeszélések, 1912)